# Pasuk
Pasuk es un término hebreo que designa el versículo bíblico.
Etimológicamente significa división y es el participio pasivo de la primera forma del verbo pasak (dividir).
En cuanto a los orígenes de la división del texto sagrado en versículos creen los críticos que hay que buscarlos en la misma época y momento de la redacción última del canon actual, por más que hay divergencias en cuanto a este punto entre los Setenta y el texto hebreo; parece que la división en versículos de este último en su estado actual es obra de la Masora.
- El contenido de este artículo incorpora material del tomo 42 de la Enciclopedia Universal Ilustrada Europeo-Americana (Espasa), cuya publicación fue anterior a 1945, por lo que se encuentra en el dominio público.

- Datos: Q6066173